# Dick Advocaat
Dick Advocaat (Den Haag, 27. rujna 1947.) nizozemski je nogometni trener i bivši nogometaš. Trenutačno je izbornik Curaçaa.
Godine 2008. osvojio je Kup UEFA sa Zenitom.

## Trofeji
- Kup Nizozemske 1996.
- Superkup Nizozemske 1996./97.
- Prvenstvo Nizozemske 1997.
- Prvenstvo Škotske 1999./00.
- Kup Škotske 1999./00.
- Prvenstvo Rusije 2007.
- Superkup Rusije 2008.
- Kup UEFA 2008.
- ZEFA Superkup 2008.